# Цигански суд (књига)
Цигански суд је роман аутора Славише Радовановића, објављена 2015. у издању Друштва за афирмацију културе Пресинг у Младеновцу.

## О аутору
Славиша Радовановић (1951-2018) је српски књижевник. Аутор је следећих романа: Кише над изворима, А, Б, Вуковар, Лек за болесне очи, А, Б, Вуковар Крај азбуке, Салашар, Чича Горио београдски, Очух, Легенда о Балзаковом селу, Седмо силовање, Земуница у Ајндховену, О нагорелој вароши, Седмо силовање, Земуница у Ајндховену, Живот по Ла Расфукоу, Српска кутија шибица, Минско поље, Историчар, Минско поље, Трапез и Цигански суд. Аутор је и романа за децу и младе: Лепенко међу Србима, Лепенко са бувљака, Ђинђуве и карике времена.
Први је лауреат награде „Мирослав Дерета", за роман Француска кутија шибица (2006).

## О књизи
Роман Цигански суд је јединствени европски роман о Ромима из Србије који одсликава проток времена, дочарава на десетине ликова кроз причу европског захвата. Роман је напета акциона прича ухваћена у мрежи осећања двоје младих Рома, која продире дубоко у темеље европске културе и која захвата обичаје Рома.
Током романа расте напетост, која кроз сликовите пределе Европе и Србије, обичаје и личности, кроз причу препуну историјских и савремених догађања, занимљивих ликова, захваћених плимом европеизације и пружања отпора њој, њихових веровања и надања, љубави и освете, као да се враћа на нови почетак.
Ромски обичај Циганског суда провлачи се кроз европски хаос, у коме Роми живе на свој, посебан начин. Као последица једног таквог суда, изречена у Бечу, довела је, након пет година касније, до сукоба дела ромског народа и припадника Исламске државе у Паризу и Босни. Након атентата на „Шарли ебдо“, у притвору у Стразбуру, наставља се прекинута љубавна прича двоје младих Рома. Сличност ромске лепотице Росице са једном од учесника у убиству полицајке у Паризу, Ајат Бумедијен, доводи до великих, међународних потера и сукоба.
Радња романа је, у ствари, јавно суђење Европи у којој су, затим Југославији и Србији из којих су дошли, Исламској држави која им прети, па и самима себи.